# Реймсское Евангелие

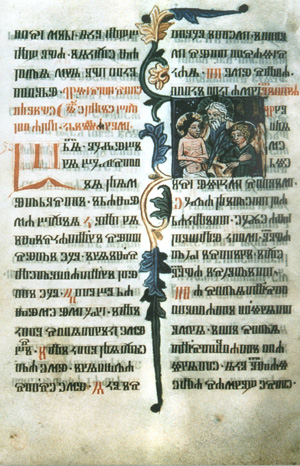
Реймсское Евангелие. Глаголица.
,
Иллюстрация «Святая троица»,

Пример хорватской «угловатой» глаголицы Реймского евангелия

Ре́ймсское Ева́нгелие (Славянское Евангелие, Сазаво-Эмаусское Евангелие (Сазавско-Эмаусское); каталожное название Евангелие напрестольное церкви Святых Иеронима и Прокопия Пражских, именуемое также Реймсским евангелием (Texte du Sacre); Liber evangeliorum et epistolarum, ad usum ecclesiae SS. Hieronymi et Procopii Pragensis, vulgo «Texte du Sacre» dictus) — церковнославянская пергаментная рукопись, хранящаяся в Муниципальной библиотеке Реймса (Франция), инв. № 91.
Состоит из 47 двухсторонних листов, два последних — чистые. Это конволют разновременных рукописей. Первая её часть (л. 1-31) написана кириллицей в XI веке и является одним из самых ранних памятников древнерусской (восточнославянской) книжности. Вторая (л. 32-62) — в XIV веке хорватской (угловатой) глаголицей. Размер: 24,5 х 18,2 х 4,2 см. Рукопись переплетена в две доски дубового дерева и обтянута тёмно-красным сафьяном (марокканский глубокий розовый цвет).

## История
Первая часть, содержащая чтения праздничных Евангелий по обряду православной церкви, написана кириллицей на древнерусском изводе церковнославянского языка. В конце второй части имеется поздняя запись (см. ниже), в которой писец сообщает, что кириллическая часть была писана чешским святым преподобным Прокопием Сазавским. Польский археолог и палеограф Людвиг Ястржембский доказывал принадлежность этого текста Прокопию, причём утверждал, что закончена книга была около 1030 года. Это авторство в итоге опровергнуто. Ныне большинством исследователей считается, что рукопись была создана на территории Киевской Руси — возможно, в киевском княжеском скриптории Ярослава Мудрого, около середины XI века, подтверждением чему служат характер письма и языковые особенности. Пергамент этой части худшего качества. А. А. Турилов считает, что эта рукопись имеет «непарадный облик»: она написана некаллиграфическим письмом и очень скромна по оформлению, по его мнению — это манускрипт 2-й пол. XI века.
Вторая часть, содержащая Евангелия, апостольские послания, паремии на праздники по римско-католическому календарю, написана в 1395 г. хорватской (угловатой) глаголицей (дата проставлена) на хорватском изводе церковнославянского языка. В глаголическую часть чешский писец внёс богемизмы, так что она принадлежит к хорватско-чешскому изводу. Сделано это было, как сообщает колофон, начертанный красными чернилами на глаголице на двух последних страницах, монахами Эммаусского монастыря, основанного в Праге для совершения католического богослужения на славянском языке в 1347 году. Она была написана по заказу императора Карла IV, который пожертвовал туда первую, кириллическую часть, приобретенную где-то в Венгрии — «в Угрии». «Лето Господне 1395. Это Евангелие и послание написаны славянским языком. Они должны петься в продолжение года, когда совершается архиерейская служба. Что же касается другой части этой книги, то она соответствует русскому обряду. Она написана собственной рукой св. Прокопа, игумена, и этот русский текст был подарен покойным Карлом IV, императором Римской империи, для увековечения св. Иеронима и св. Прокопа. Боже, дай им вечный покой. Аминь», гласит текст.
Из Эммаусского монастыря Евангелие, которое теперь состояло их двух частей, вероятно забрано гуситами, от которых попало в Стамбул. Это является лишь догадкой (не подкреплённой фактическими данными) одного из первых исследователей рукописи Вацлава Ганки.
Достоверно, что в XVI веке Евангелие было приобретено кардиналом Карлом Лотарингским. После его смерти в 1574 году рукопись, видимо, перешла в библиотеку капитула Реймсского собора. Правда, согласно поздней надписи на книге это произошло ранее: «Рукопись эта подарена Реймсскому собору кардиналом Лотарингским в 1574 г.», это случилось накануне Пасхи. Похожий по описанию манускрипт упоминается в инвентарях собора 1662 и 1669 года, текст второго нашёл Людвиг Ястржембский. Там же имелось упоминание, манускрипт пропал из сокровищницы Константинополя, из библиотеки святого Иеронима, что позже станет источником разных гипотез ученых.
Здесь она хранилась в качестве таинственной восточной рукописи, использовалось слово «сирийская». Появилось именование «Texte du Sacre».
Ранее оклад был богато декорирован золотом, драгоценными камнями и реликвиями, среди которых была и часть Животворящего креста, мощи святых апостолов Петра и Филиппа, святого папы Сильвестра, святого Кирилла, святой Марфы, святой Маргариты Испанской, часть пояса Спасителя. Вес серебряного оклада, судя по описи, составлял 6 марок и 6 унций.
Во время Великой французской революции в 1793 году оклад был расхищен. Рукопись исчезла из собора и была обнаружена в местной библиотеке (основанной в 1809 году) в 1830-х годах, по некоторым указаниям — в 1835 году А. И. Тургеневым.

## Описание

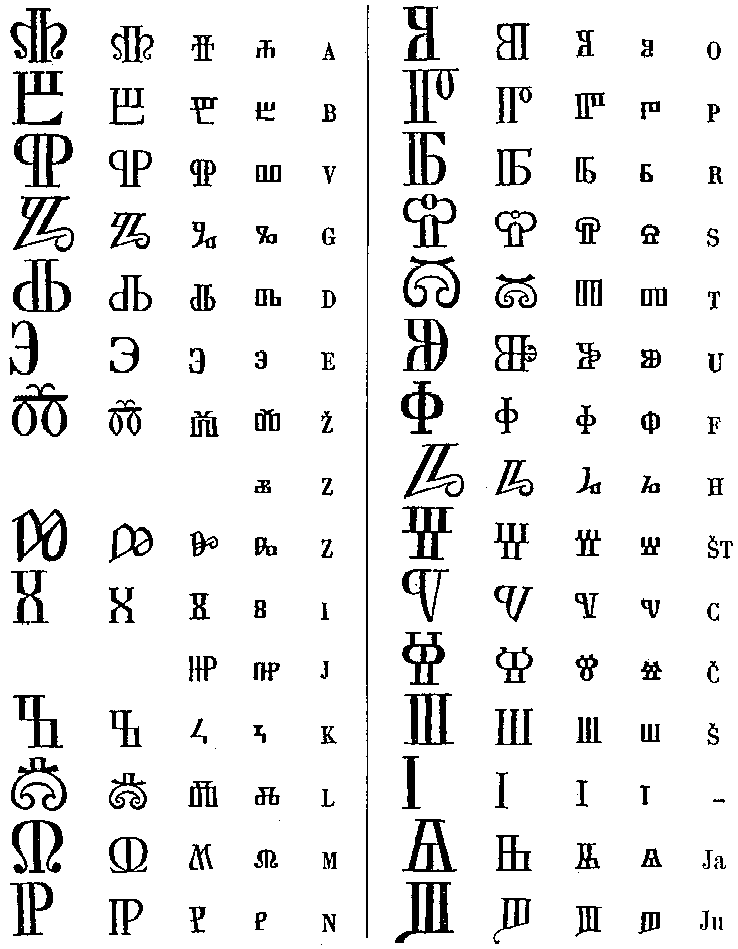
Форма букв в глаголической части — 3 или 4 столбец для строчных букв

Кириллическая часть содержит отрывок Евангелия апракос (18-й и 19-й тетради): чтения с 27 октября по 1 марта в соответствии с православным каноном (в евангелиях-апракосах эти чтения помещаются в конце, после недельных чтений). Она начинается словами: «велика человеци же чудишася глаголюще: како есть яко и ветри и море послоуша его…» (Мф. 8:27). Последние слова: «вечероу же бывших глагола господин винограда к строи…» (Мф. 20:8). Это, судя по всему, южнорусский список с западноболгарского оригинала. Орфография имеет архаические черты, свойственные древнерусским памятникам 1-й половины XI века: одноеровую графику (отсутствует буква Ъ), окончание строк на гласный и согласный. Над рукописью работали двое писцов. Первому принадлежит текст чтений, второму — заголовки и уставные указания. Переписчик основного текста, с большой вероятностью, был киевлянином. На это указывают особенности его лексики, характерные для других письменных памятников киевского происхождения и живой речи, в ряде черт близкой к североукраинским (полесским) диалектам.
Глаголическая часть содержит 33 отрывка из Нового Завета — чтения с Вербного Воскресенья по Благовест (25 марта), по римско-католической традиции.
Из 47 двухсторонних листов, 16 листов написаны кириллицей, а 31 лист глаголицей.
Имеет множество иллюстраций и красивые орнаментальные буквицы в глаголической части: Святая Анна с Девой Марией на руках, Дева Мария с младенцем Иисусом на руках, Рождество, Святой Иероним со львом, Святой Петр с ключами, епископ и Святая Троица.

### Текст глаголической части
Текст глаголической части записан чётко и красиво хорватской «угловатой» глаголицей. В тексте применяются 28 букв, но при этом буквы часто объединяются в лигатуры.
| Глаголица | Кириллица   | Примечание                                                                                |
| --------- | ----------- | ----------------------------------------------------------------------------------------- |
|           | А — Аз      | Нет различия между А и Ꙗ (Я)                                                              |
|           | Б — Буки    | нижняя горизонтальная черта может отсутствовать                                           |
|           | В — Веди    | см. рис. «Форма букв» 4 столбец                                                           |
|           | Г — Глаголи | см. рис. «Форма букв» 3 столбец                                                           |
|           | Д — Добро   | см. рис. «Форма букв» 4 столбец                                                           |
|           | Е — Есть    |                                                                                           |
|           | Ж — Живете  | см. рис. «Форма букв» 4 столбец                                                           |
| Zemlja    | З — Земля   | в рукописи правая и левая части буквы, представляет прямоугольник без скруглений          |
|           | И           | Имеет вид песочных часов. В рукописи нет различия между И, І и Ы                          |
|           | Ћ — Ћервь   | звучит как «дж», применяется в словах Анджелъ и Еванджелие                                |
|           | К — Како    | см. рис. «Форма букв» 3 столбец                                                           |
|           | Л — Люди    | см. рис. «Форма букв» 3 столбец                                                           |
|           | М — Мыслете | Похожа на обычную современную букву М, см. рис. «Форма букв» 3 столбец                    |
|           | Н — Наш     | см. рис. «Форма букв» 3 столбец                                                           |
| Onu       | О — Он      | Нет различия между О и Ѡ                                                                  |
|           | П — Покой   | см. рис. «Форма букв» 3 столбец                                                           |
| Rici      | Р — Рцы     |                                                                                           |
| Slovo     | С — Слово   |                                                                                           |
|           | Т — Твердо  | см. рис. «Форма букв» 3 столбец                                                           |
| Uku       | ОУ — Ук     | Лигатура О и У, но отдельно У в рукописи не встречается                                   |
|           | Х — Хер     | см. рис. «Форма букв» 3 столбец                                                           |
| Ci        | Ц — Цы      |                                                                                           |
| Chrivi    | Ч — Червь   |                                                                                           |
| Sha       | Ш — Ша      |                                                                                           |
| Shta      | Щ — Шта     |                                                                                           |
|           | Ер          | Имеет вид простой вертикальной черты. Нет различия между Ь и Ъ — одноеровое письмо        |
| Jati      | Ять         | Обозначал звук Я или Е.                                                                   |
|           | Ю           | Напоминает современную Щ, но с хвостиком в левую сторону, см. рис. «Форма букв» 4 столбец |

В рукописи используются следующие лигатуры: ВР, ГДА, ПР, МЛ, ВВ, ГО, ГЛ, БР, ТР, ТВО, Х+ОУ, ЗА, ТВ, ПО, ХО, ГР, ЗВ, ЖД, ВЗ, ВЛ, ДА, ПТР, МО, Г+ОУ, МЖ. Широкое применение лигатур связано с особенностями шрифта, когда конечная черта многих букв может служить началом следующей буквы. Следует заметить, что форма лигатур МЖ и МЛ не вытекает из отдельных М, Ж и Л (пока изображение лигатур отсутствует).
Помимо 28 букв, в рукописи применяются:
- «·» точка на уровне строки, обозначающая разделение на слова;
- "̇ " точка над строкой (апостроф), несущая разделительные функции наподобие мягкого или твёрдого знаков в русском языке;
- «~» титло в виде простой тонкой линии над словами, обозначающее аббревиатуру;
- «і» десятичное, имеющее вид грабель с 4 зубцами, обозначающее число 10.

## Исторические легенды
Распространённая с XIX века легенда связывает Реймсское Евангелие с личностью Анны Ярославны, ставшей около 1048 года королевой Франции; якобы оно было частью её приданого или личной библиотеки. Несостоятельность этой истории доказал уже С. М. Строев, один из первых её исследователей.
Другая история гласит, что её привез в Реймс в IX веке архиепископ Эббон Реймсский, либо же император Балдуин I, получивший её в 1204 году в Византии. Также есть легенда, что в Чехию её привезла Елена Сербская.
Легенда, что на евангелии присягали французские короли, начиная с Генриха III, потом некоторые из его преемников, включая Людовика XIV, французскими исследователями ставится под сомнение или опровергается. Если его все-таки использовали при церемониях, то только с 1575 года.

## История изучения
Французы не знали, на каких языках и шрифтах написано евангелие.
Опознание кириллицы связано с русскими путешественниками. По преданию, в 1717 году царь Пётр I, будучи во Франции, смог прочесть первую часть рукописи, содержащую чтения из Евангелия на церковно-славянском языке кириллицей. Визит царя документально не подтверждён. В соответствии с надписью на рукописи, 22 июня 1717 г. её осматривал и прочел «вице-канцлер» (Пётр Шафиров) — о чём есть надпись на форзаце. 18 июня 1726 года ризницу Реймсского собора посетил посланник Петра I князь Борис Куракин, который также смог прочесть лишь первую часть рукописи. (В дальнейшем также Николай II видел рукопись в 1896 году, второй раз с супругой в 1901 году).
В 1782 г. была сделана приписка к Реймсскому евангелию: «Рукопись эта подарена Реймсскому собору кардиналом Лотарингским в 1554 г. Предание гласит, что она принадлежала сокровищнице Константинопольской и была увезена из библиотеки св. Иеронима. Первая её часть написана буквами сербскими, называемыми по имени св. Кирилла, на языке восточном, для употребления калугеров; вторая иллирийскими буквами, называемыми по имени св. Иеронима, на языке Индийском или Эсклавонском. Царский Вице-канцлер, проезжая через Реймс 27 июня 1717 г., очень бегло читал первую часть, равно как и двое господ, с ним бывших: они сказали, что язык рукописи их природный. Что же касается до второй части, то они не могли прочесть её. В дни коронаций короли присягают на этой рукописи, украшенной многими мощами, несомненно вследствие древнего обычая, упоминаемого историками, присягать на Евангелиях или мощах и других символах религии».
Вторая часть рукописи русскими путешественниками прочитана не была: глаголицу опознали только в 1789 году. Тогда английский антиквар Томас Форд Хилл посетил Венскую библиотеку, где увидел книгу на глаголице и вспомнил Реймское евангелие, о чём рассказал библиотекарю Фортунату Дуриху. Карл Альтер, преемник Дуриха, ссылаясь также на мнения А. Ф. Бюшинга и Ф. И. Л. Майера, сообщил об этом в своей книге 1799 года, указав, что обе части Евангелия написаны на славянском языке, в частности вторая часть на глаголице.
Первым прочёл обе части Людвиг Ястржебский, в 1839 году изучавший памятник в Реймсе по субсидии французского правительства. Он же предлагал совместную работу по изданию памятника Вацлаву Ганке, однако этот проект не состоялся, поскольку в 1843 году факсимильное издание Реймсского Евангелия осуществил в Париже Жозеф Бальтазар Сильвестр.

## Галерея

Реймсское Евангелие глаголическая часть
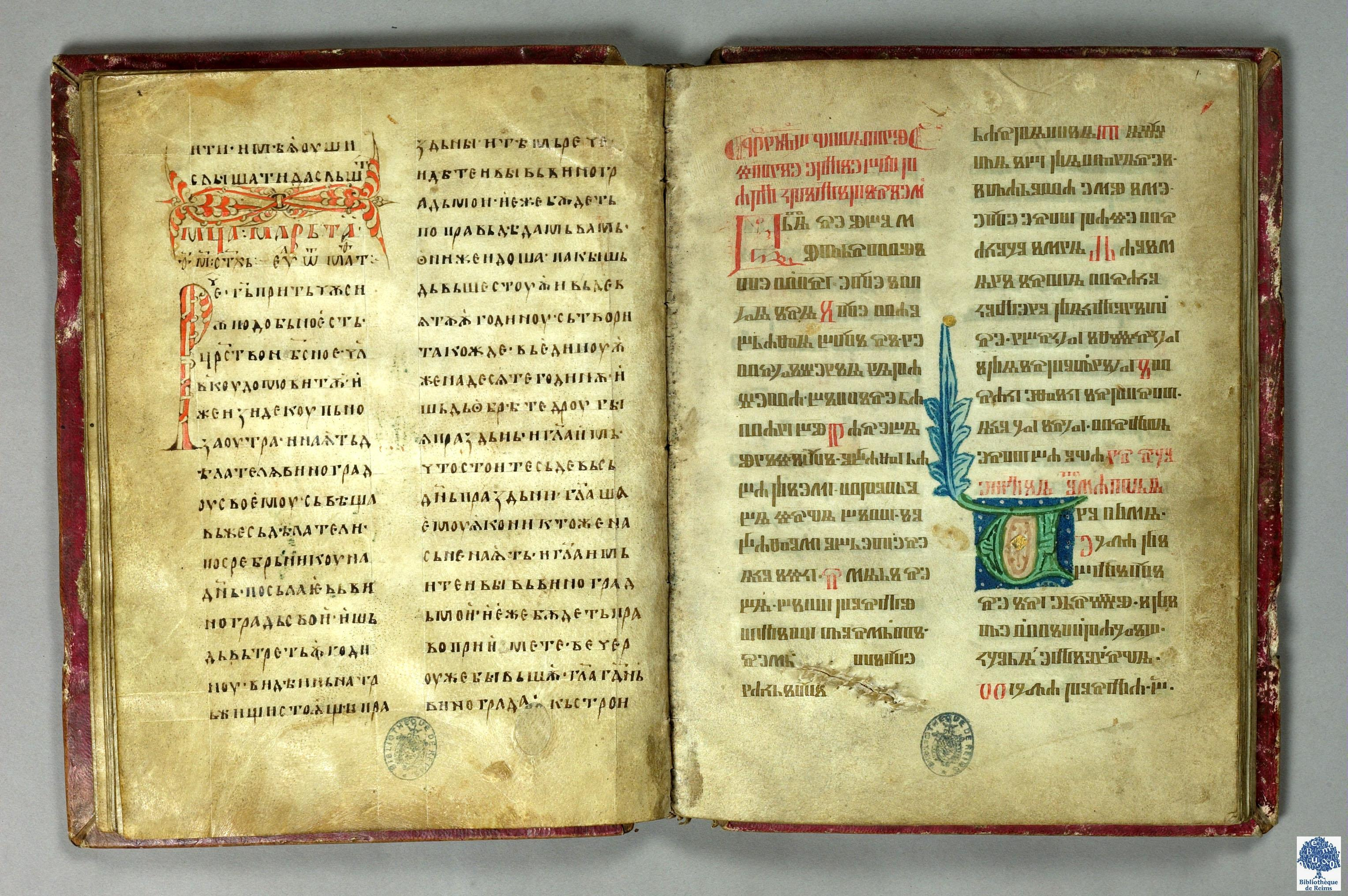
Кириллица Мф. 20:1—8 и Глаголица Фил. 2:5—11, Мф. 21:1
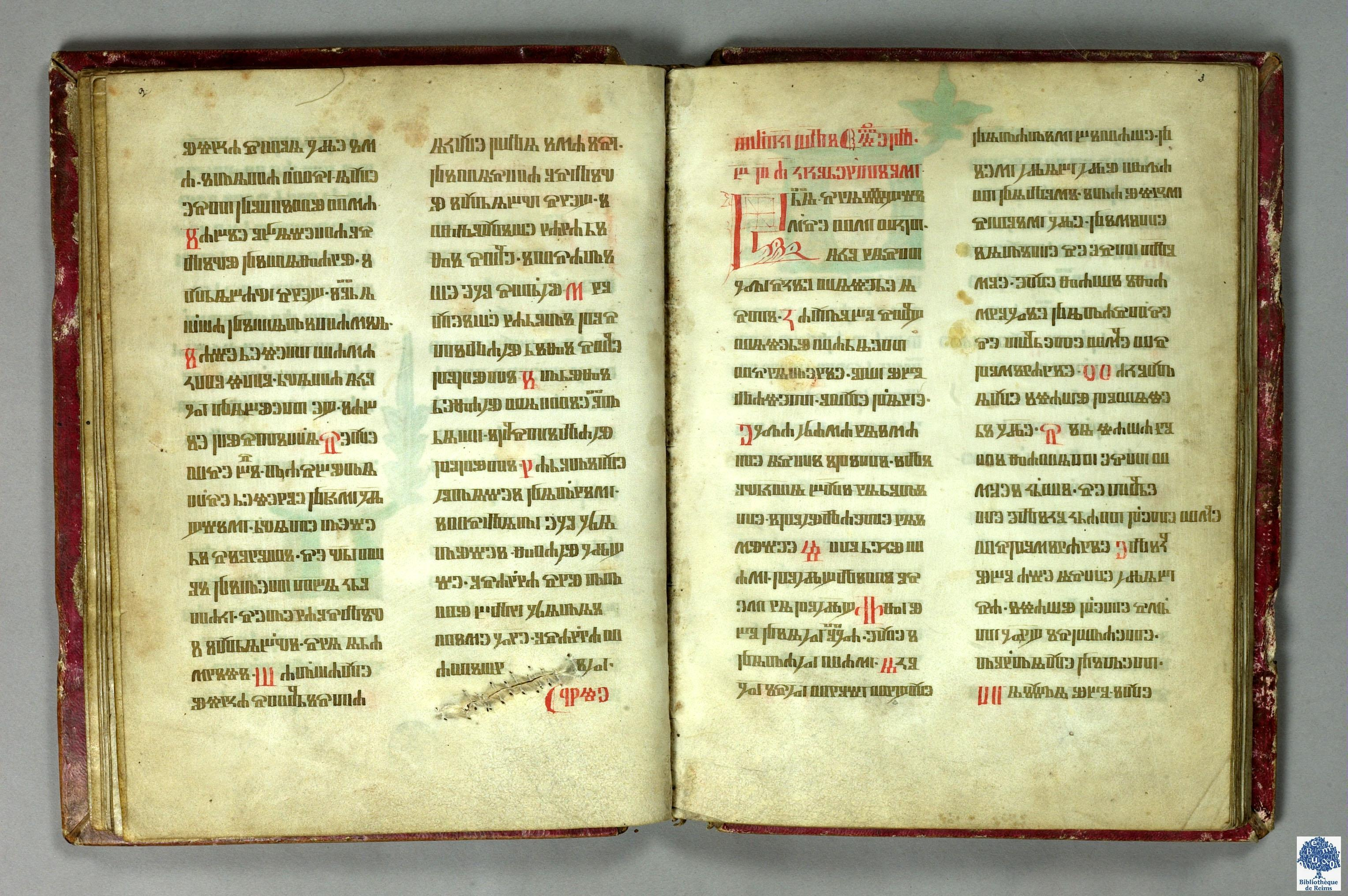
,
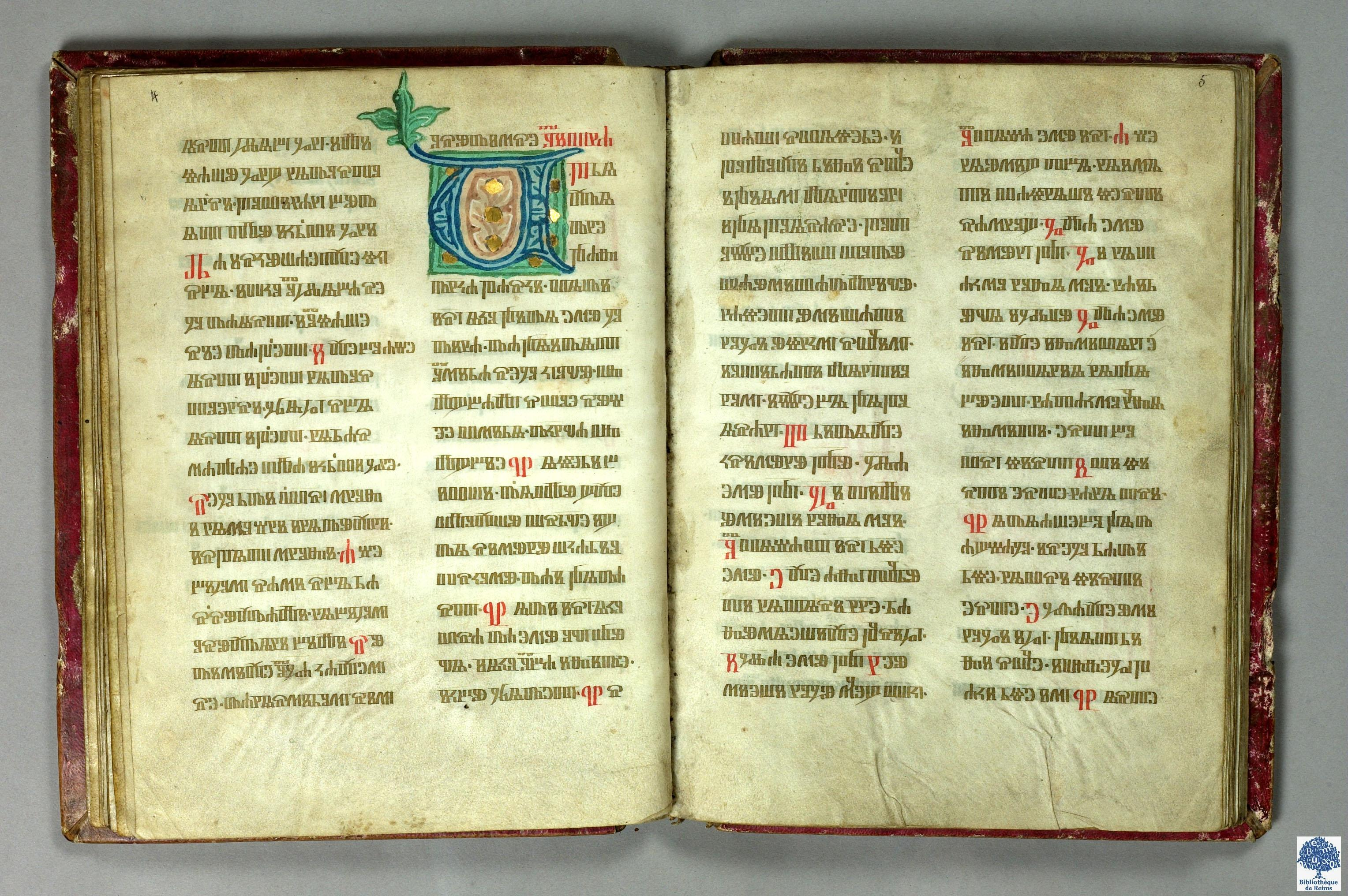
,
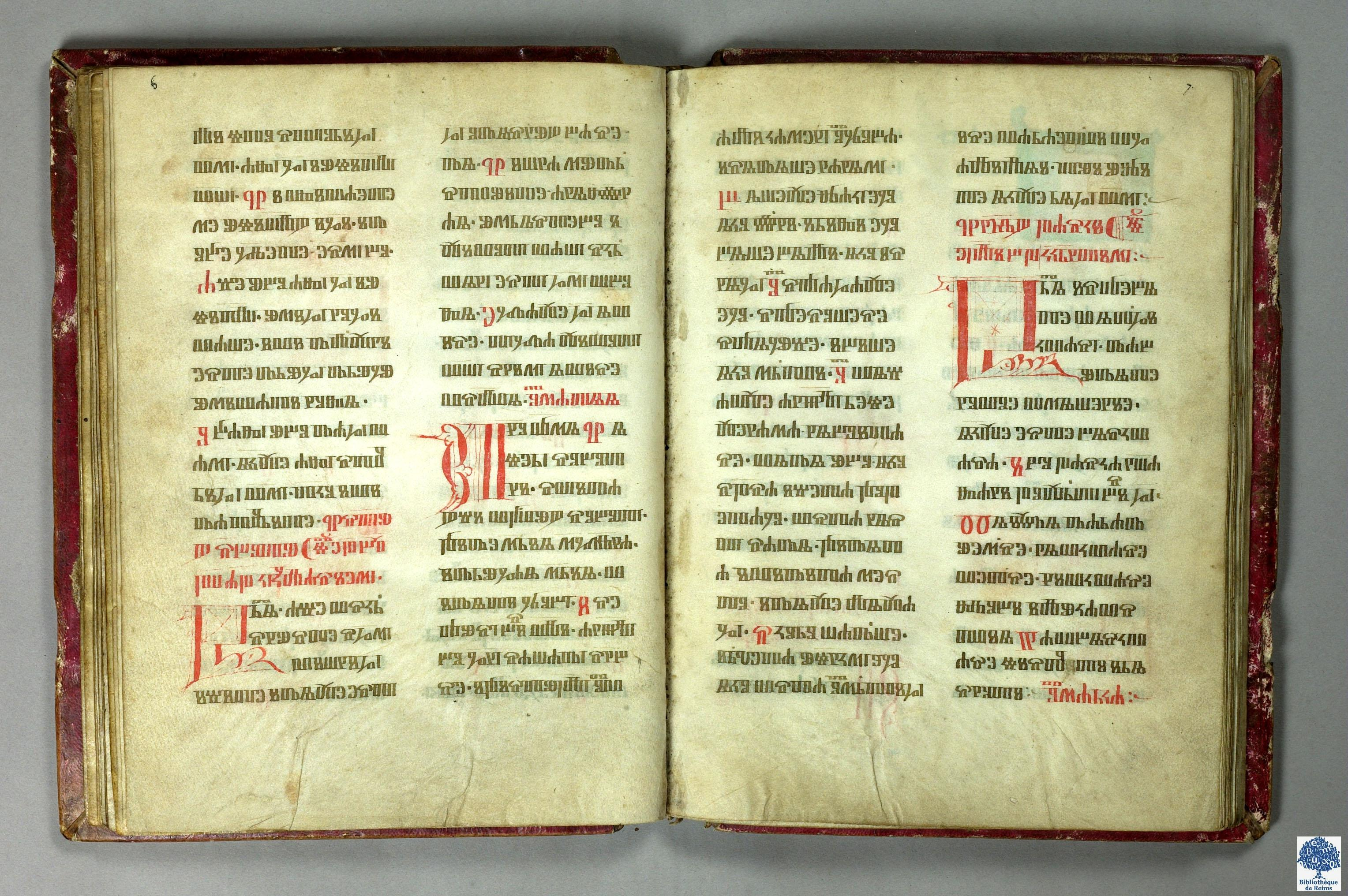
, , ,
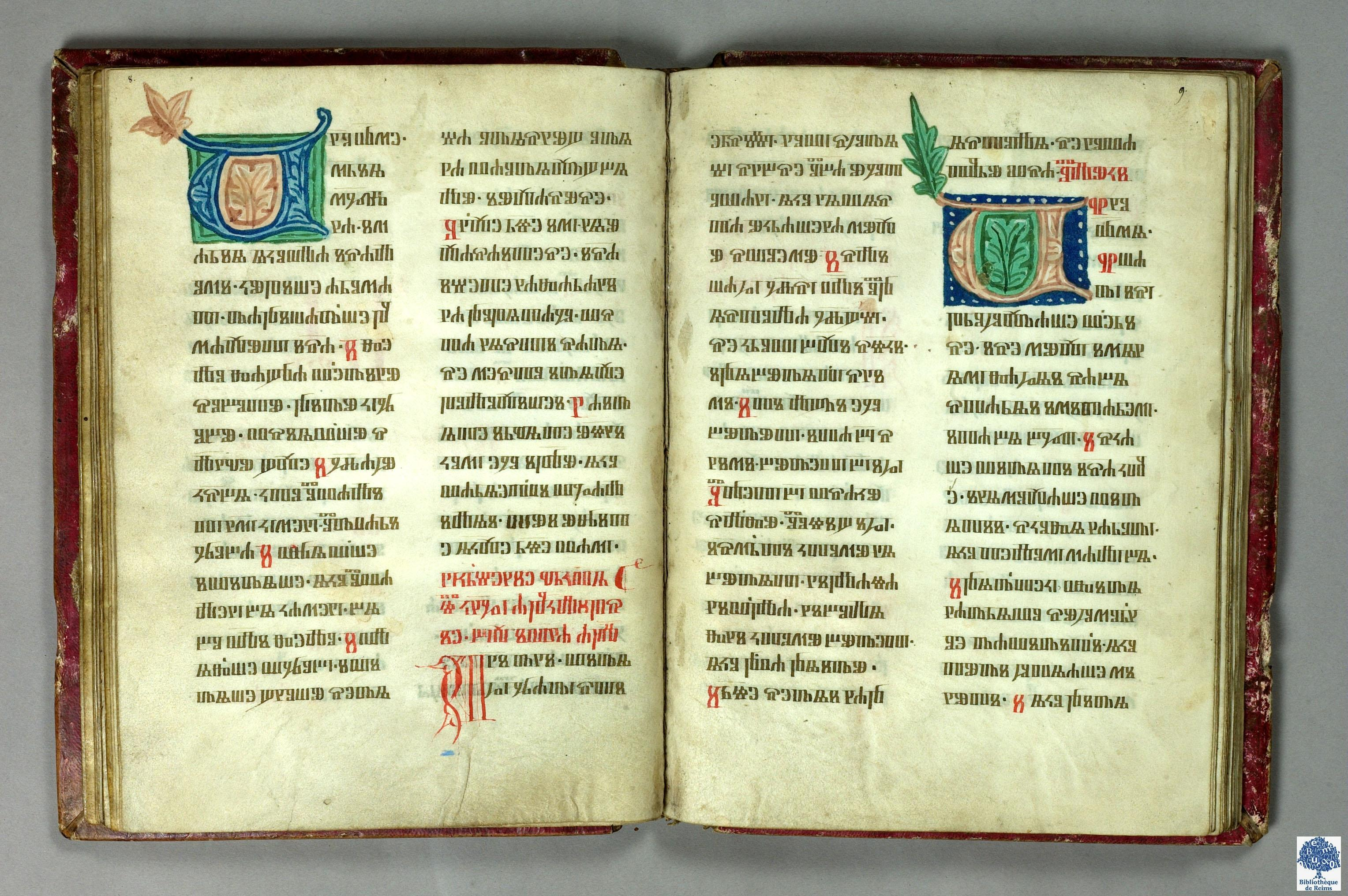
, ,
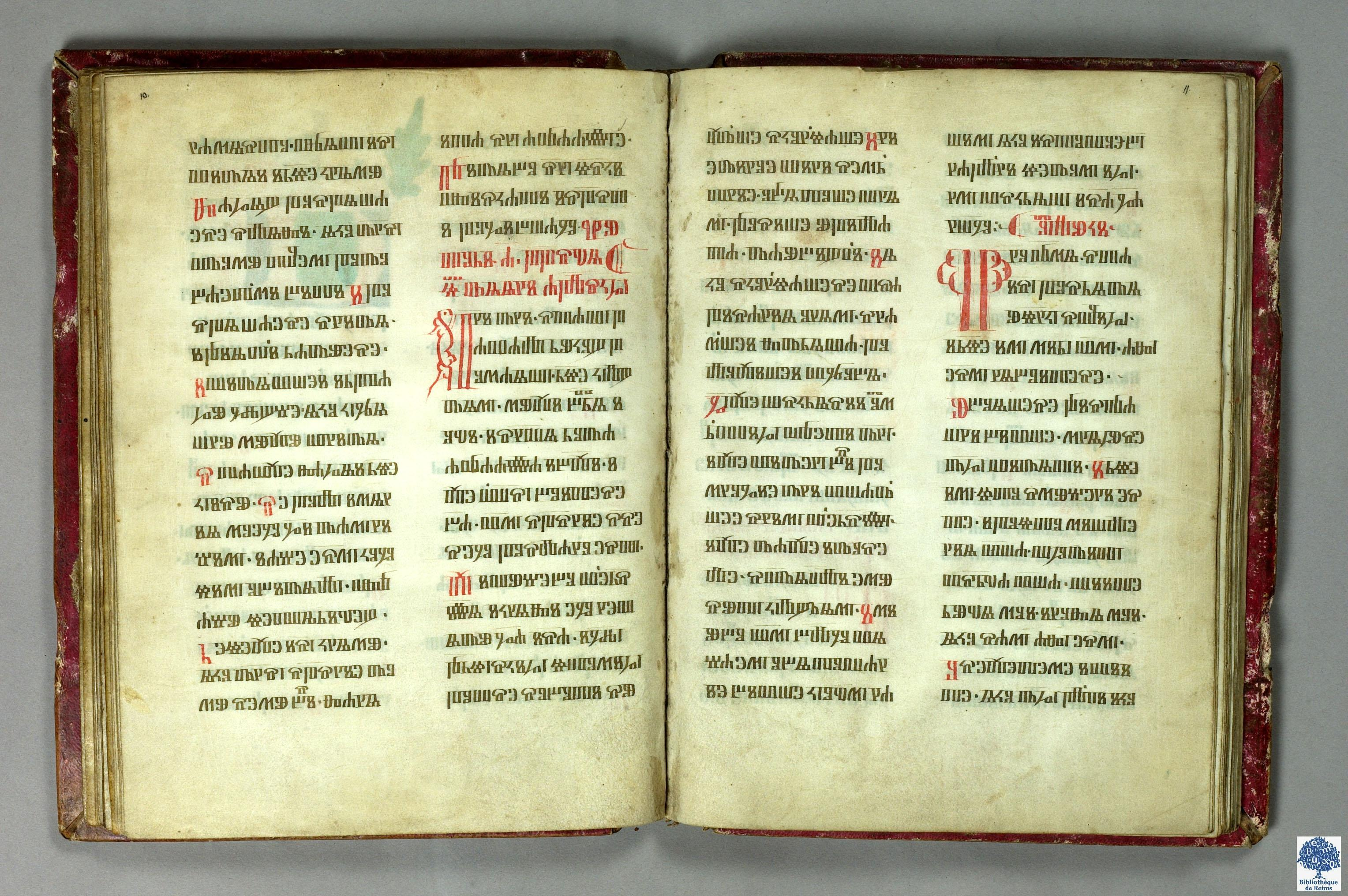
, ,
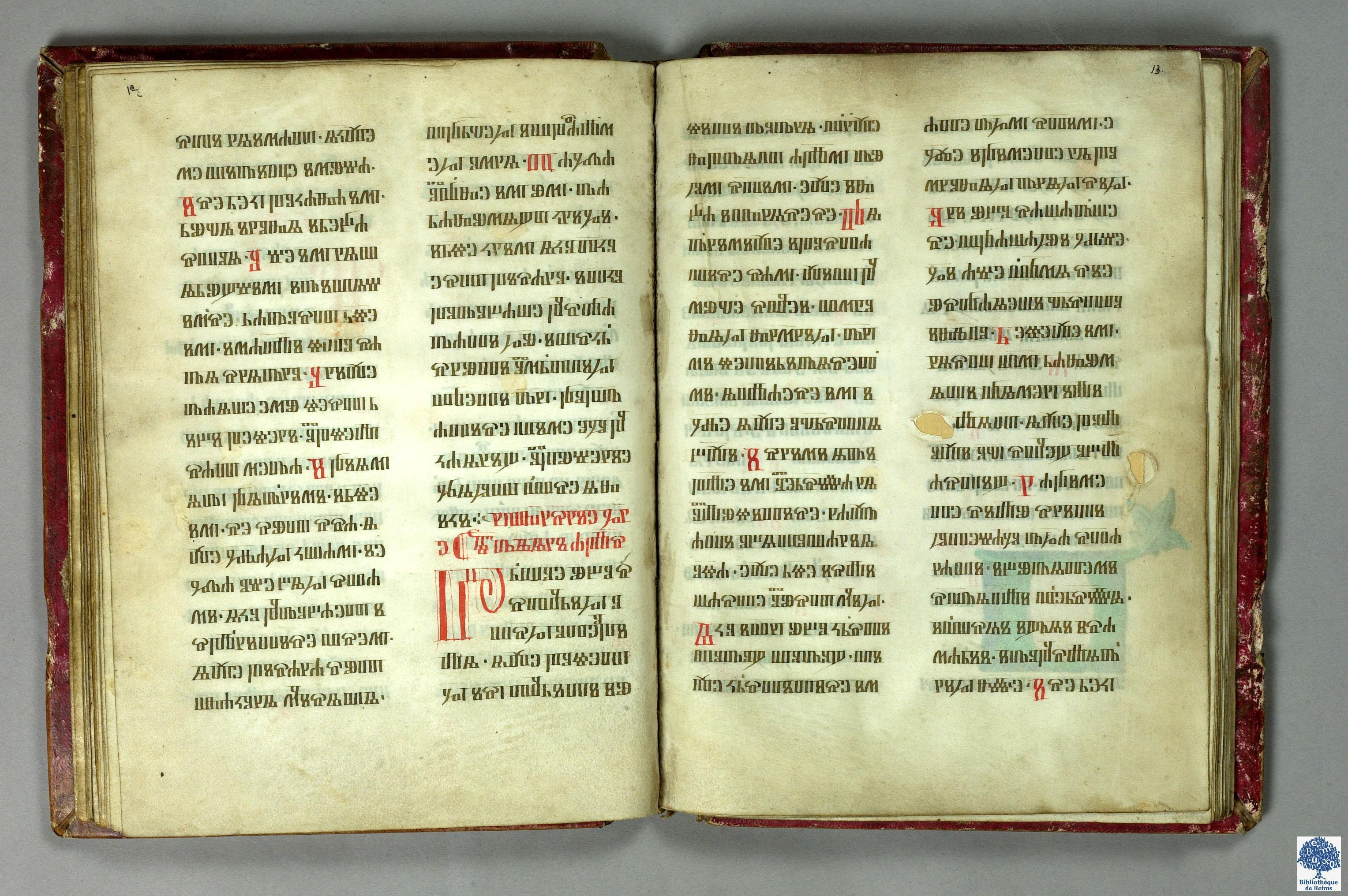
,
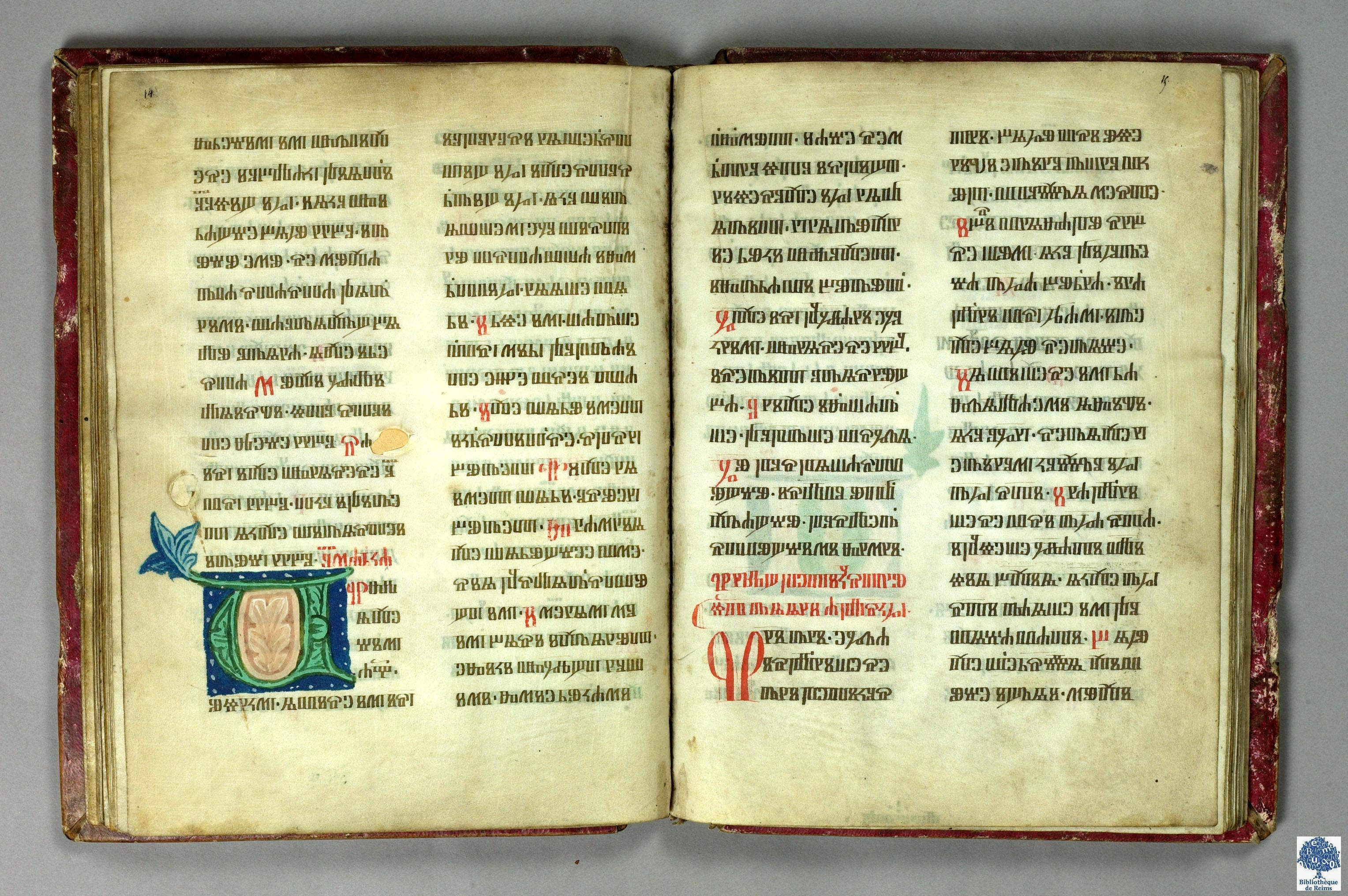
, ,
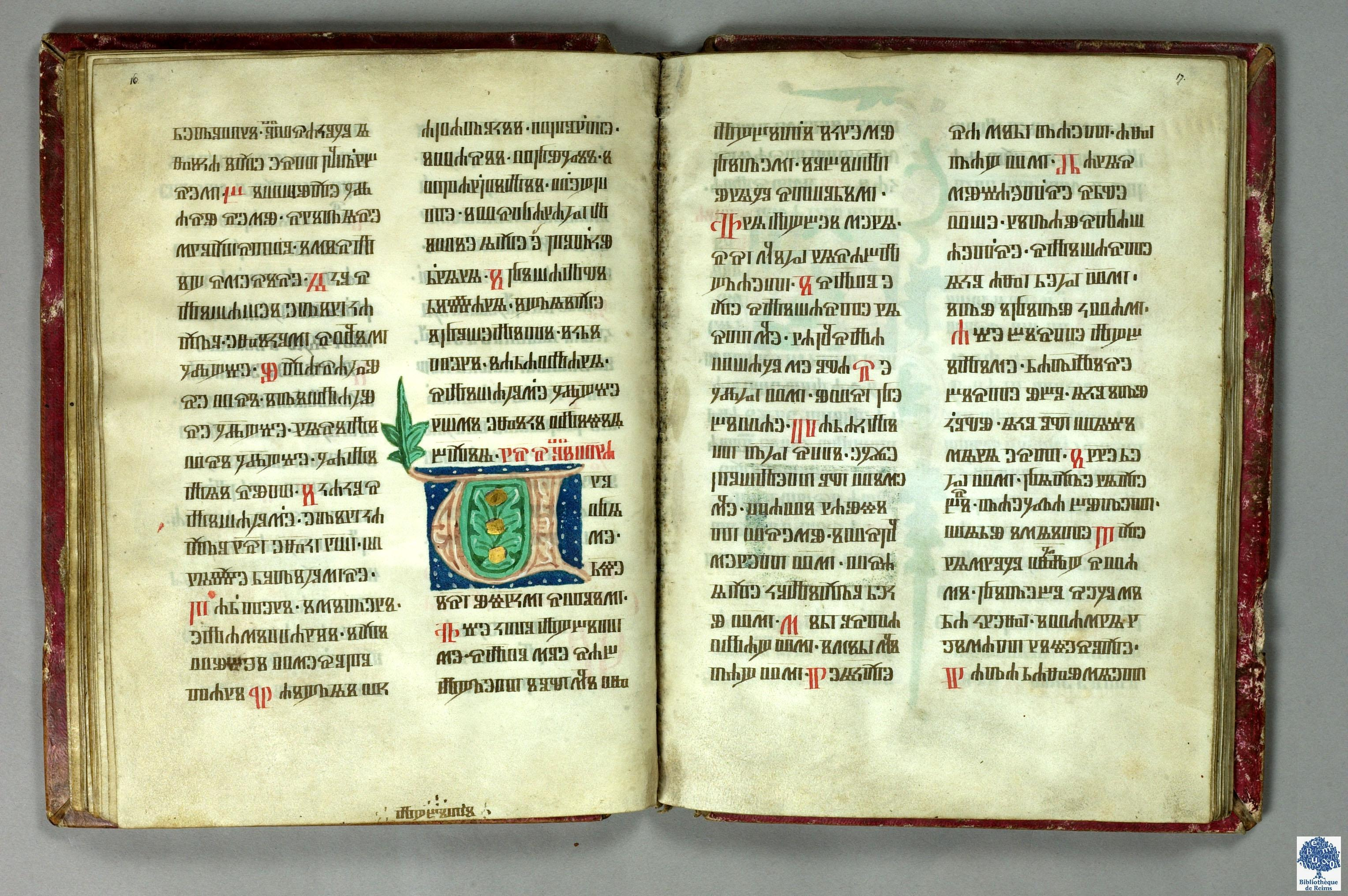
,
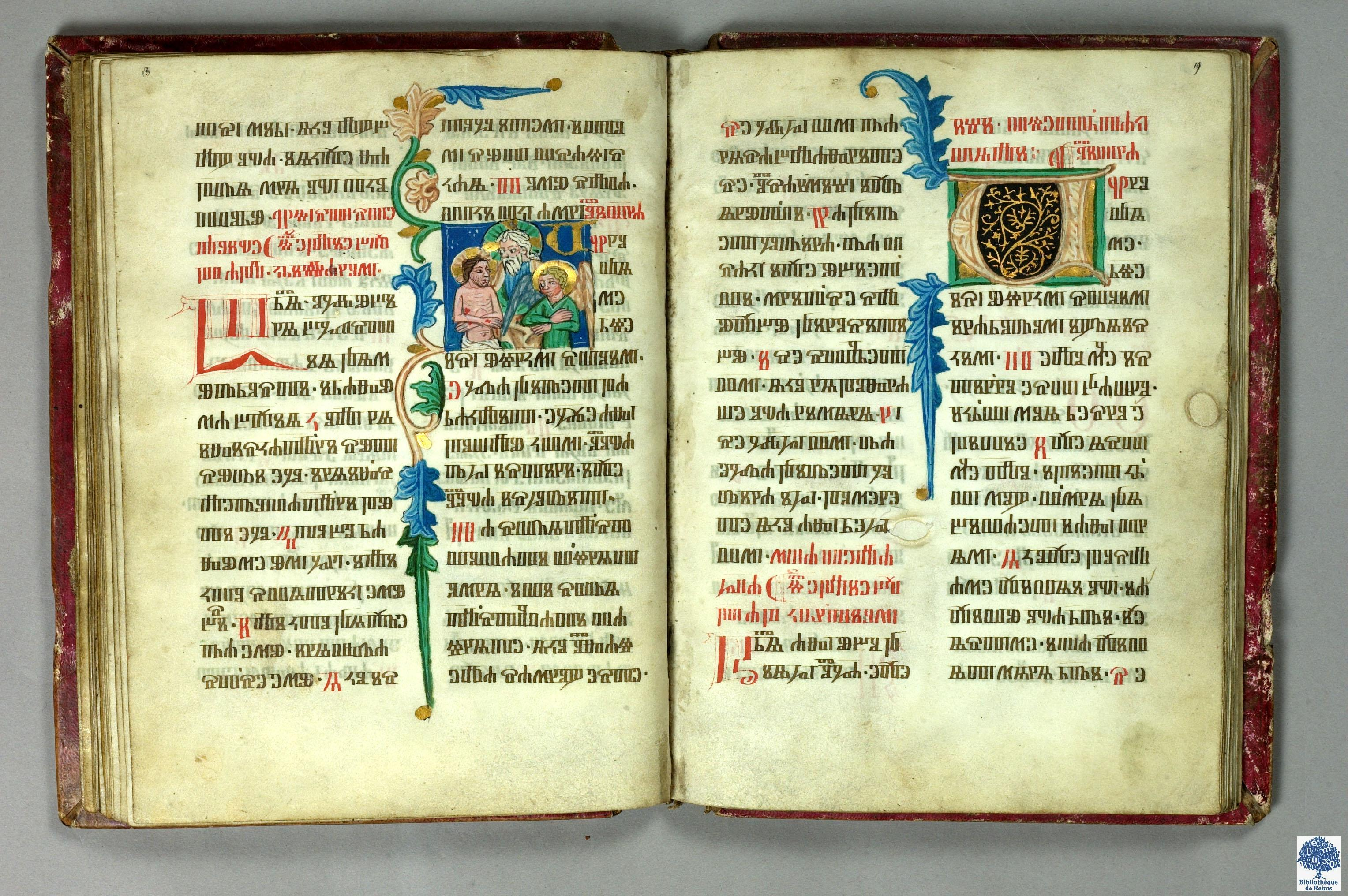
, , , к коринфянам,
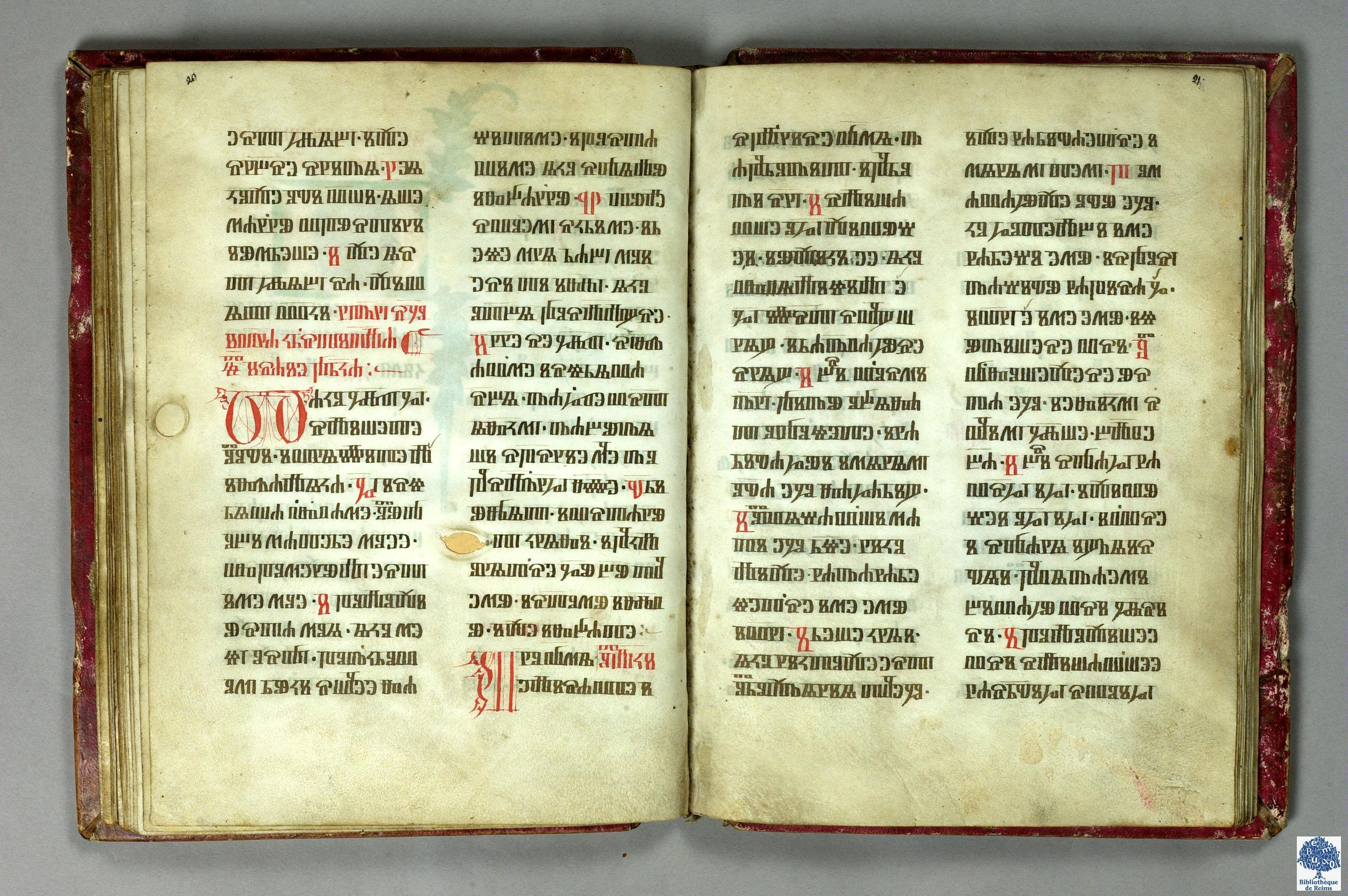
, , част. из,
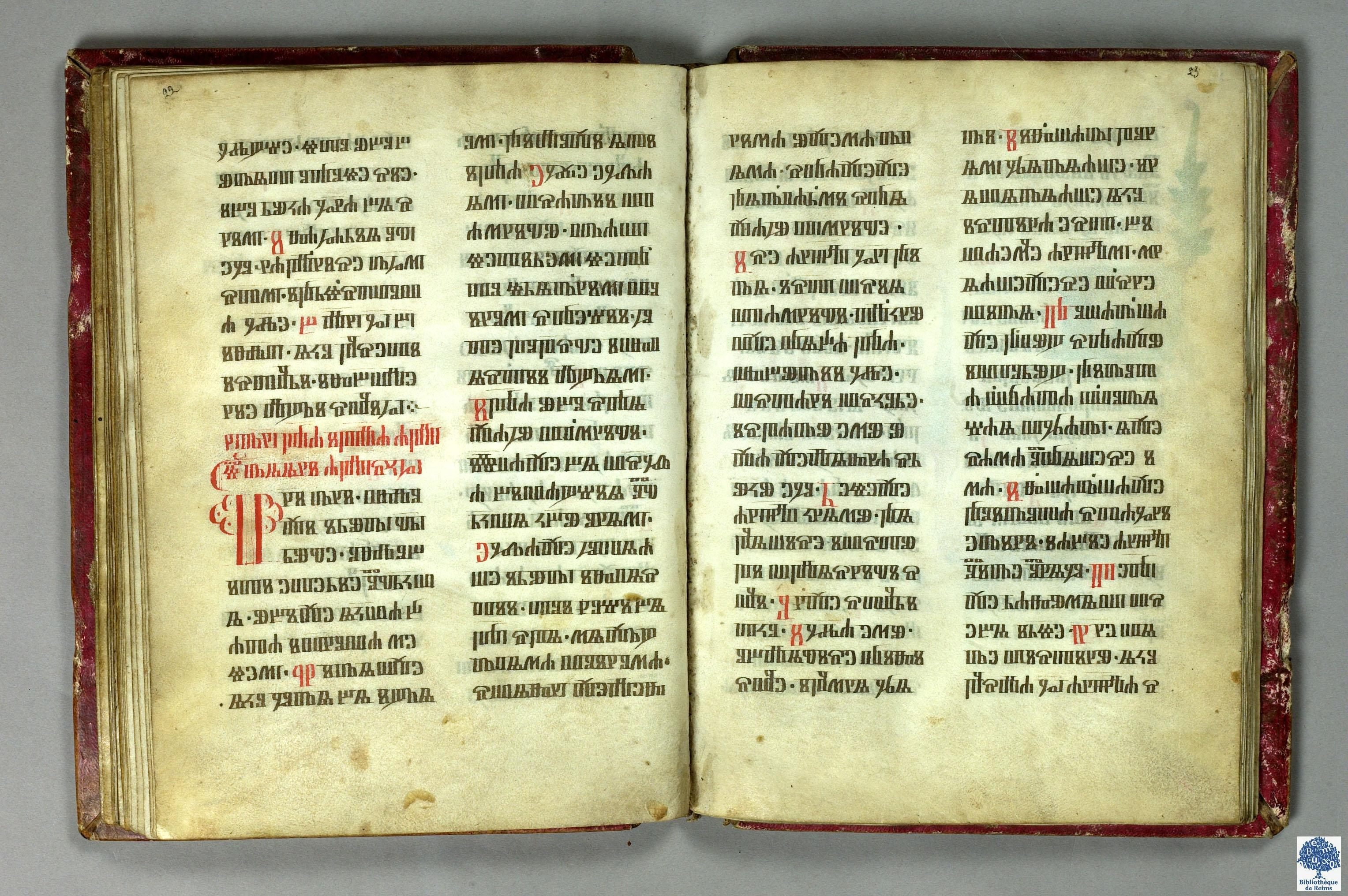
,
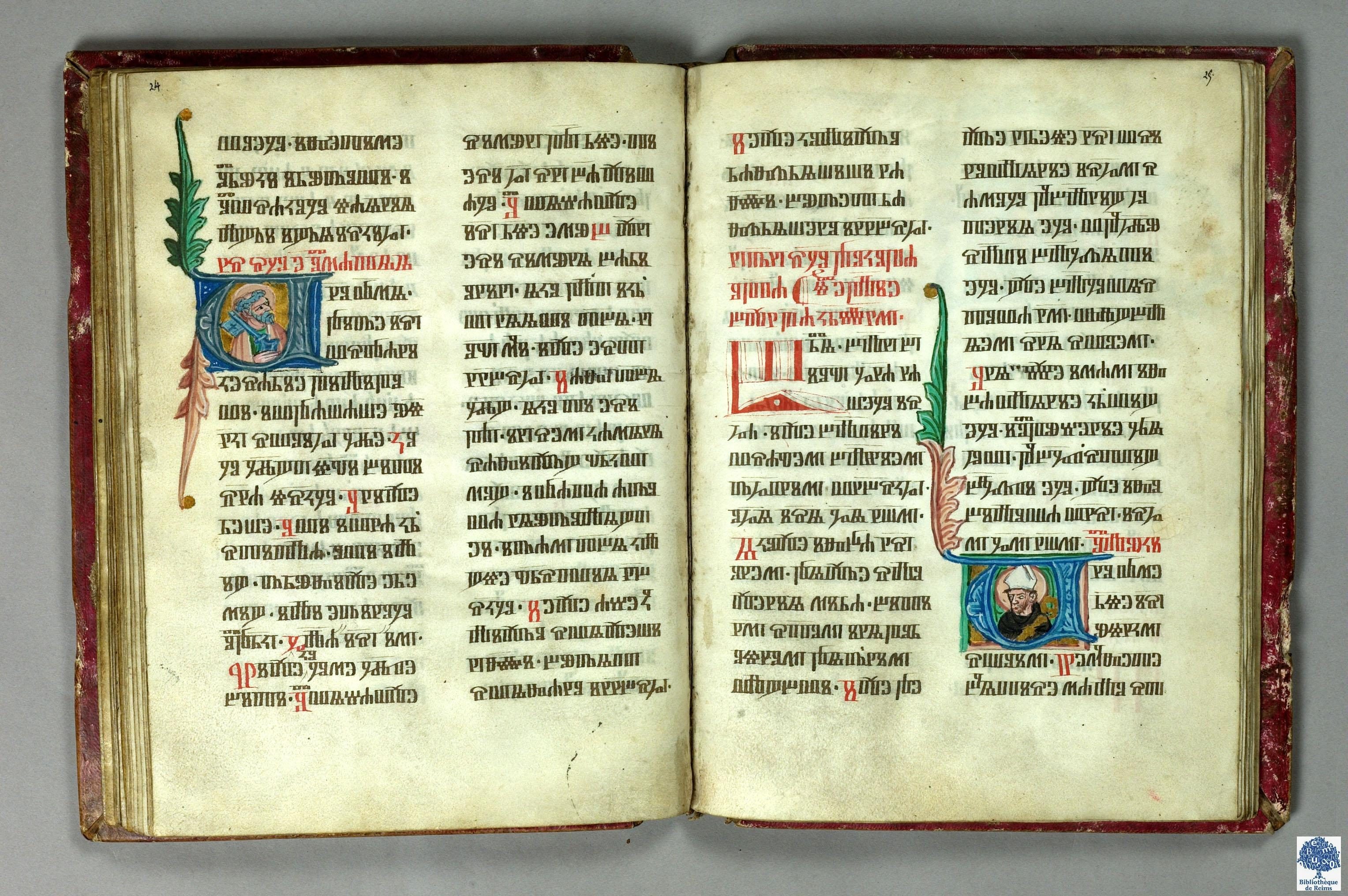
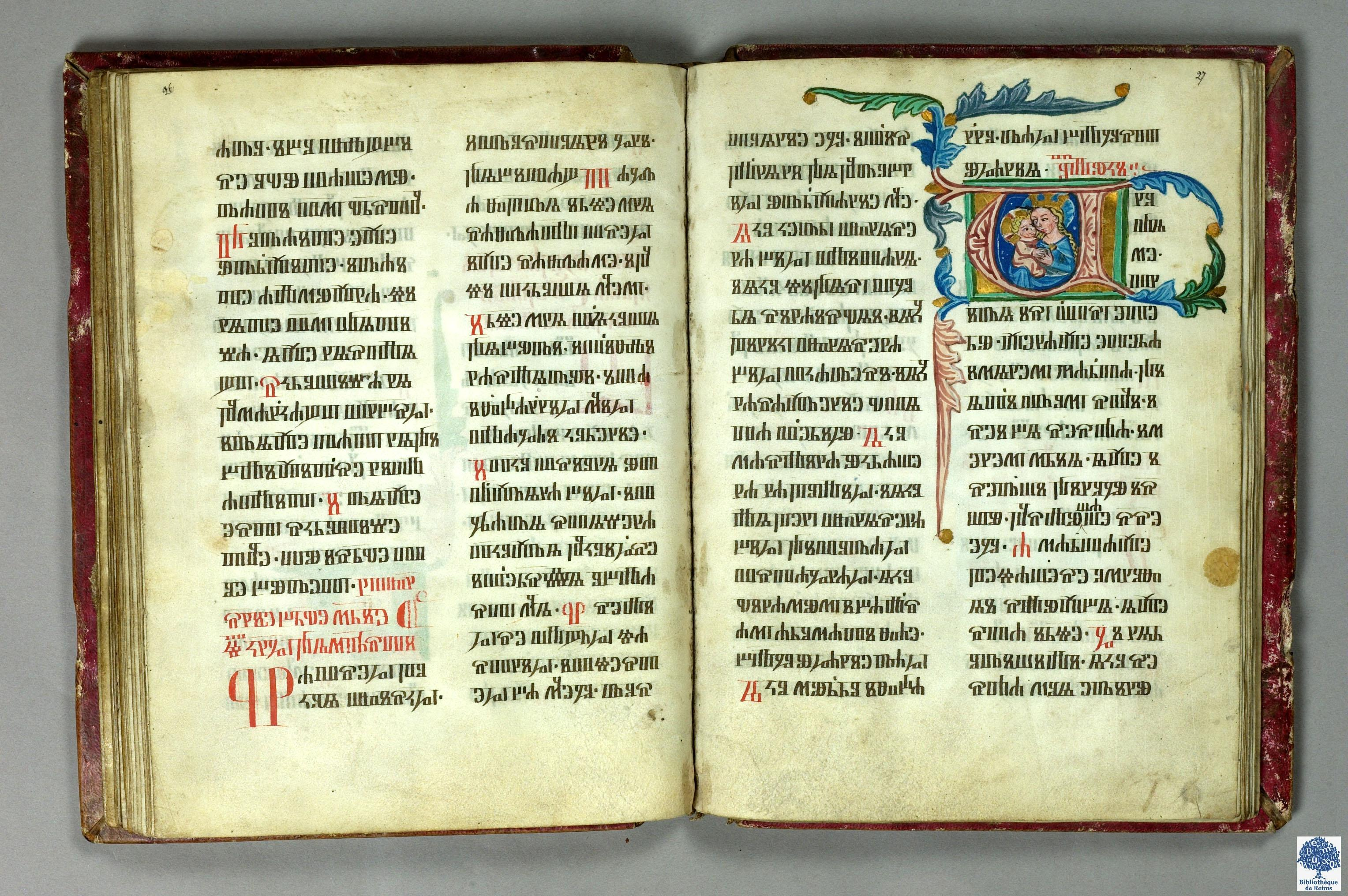
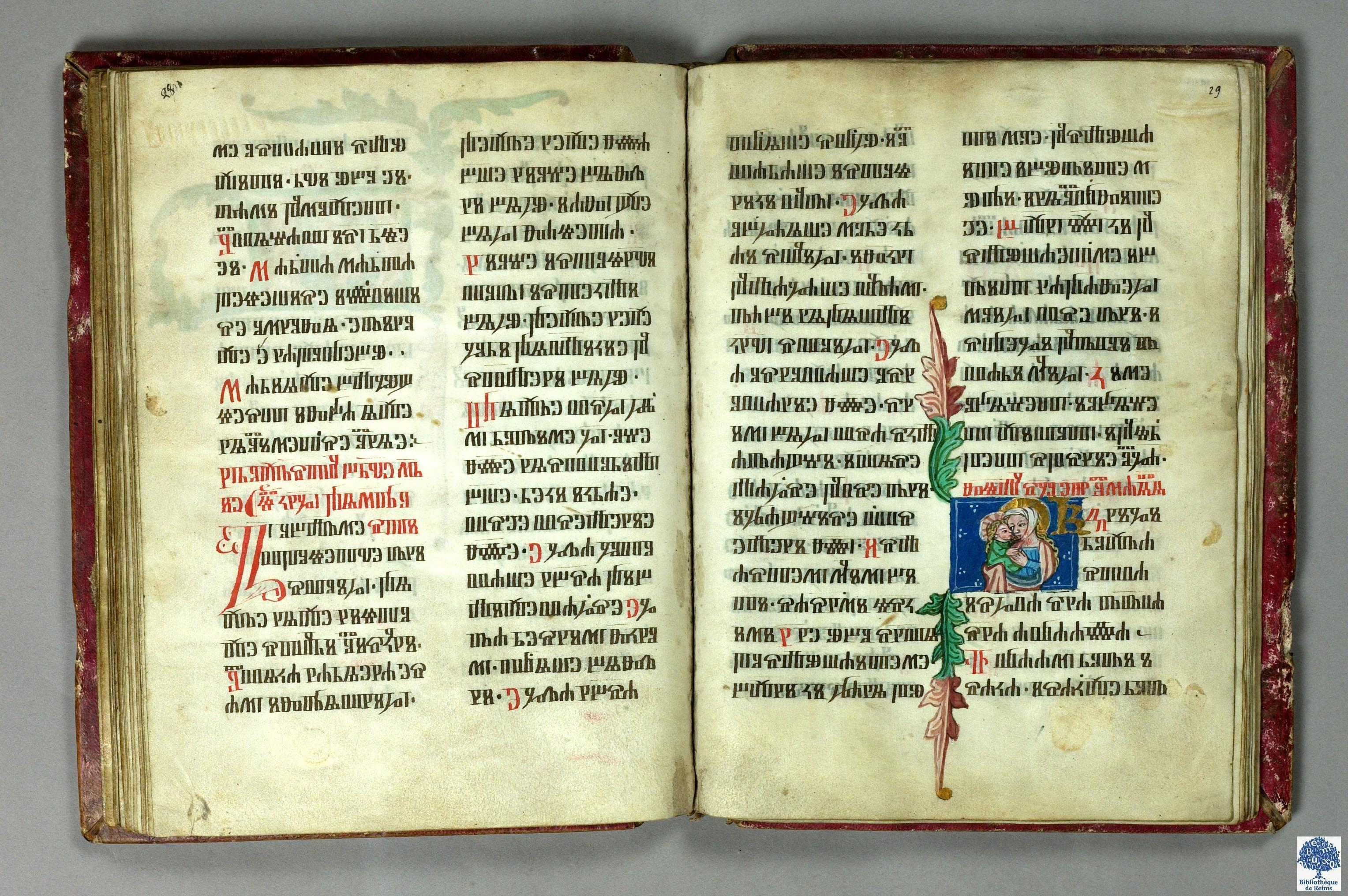
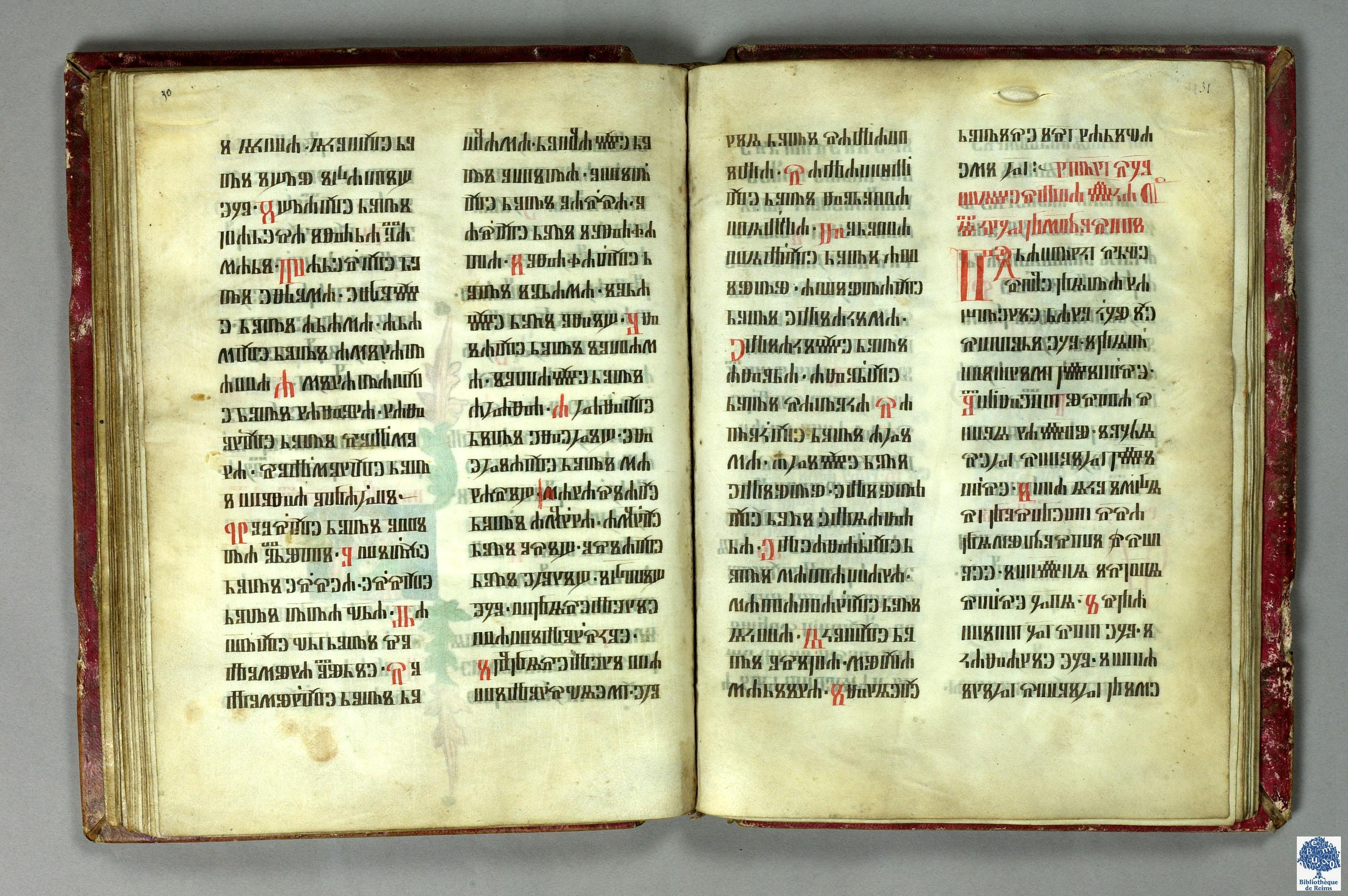
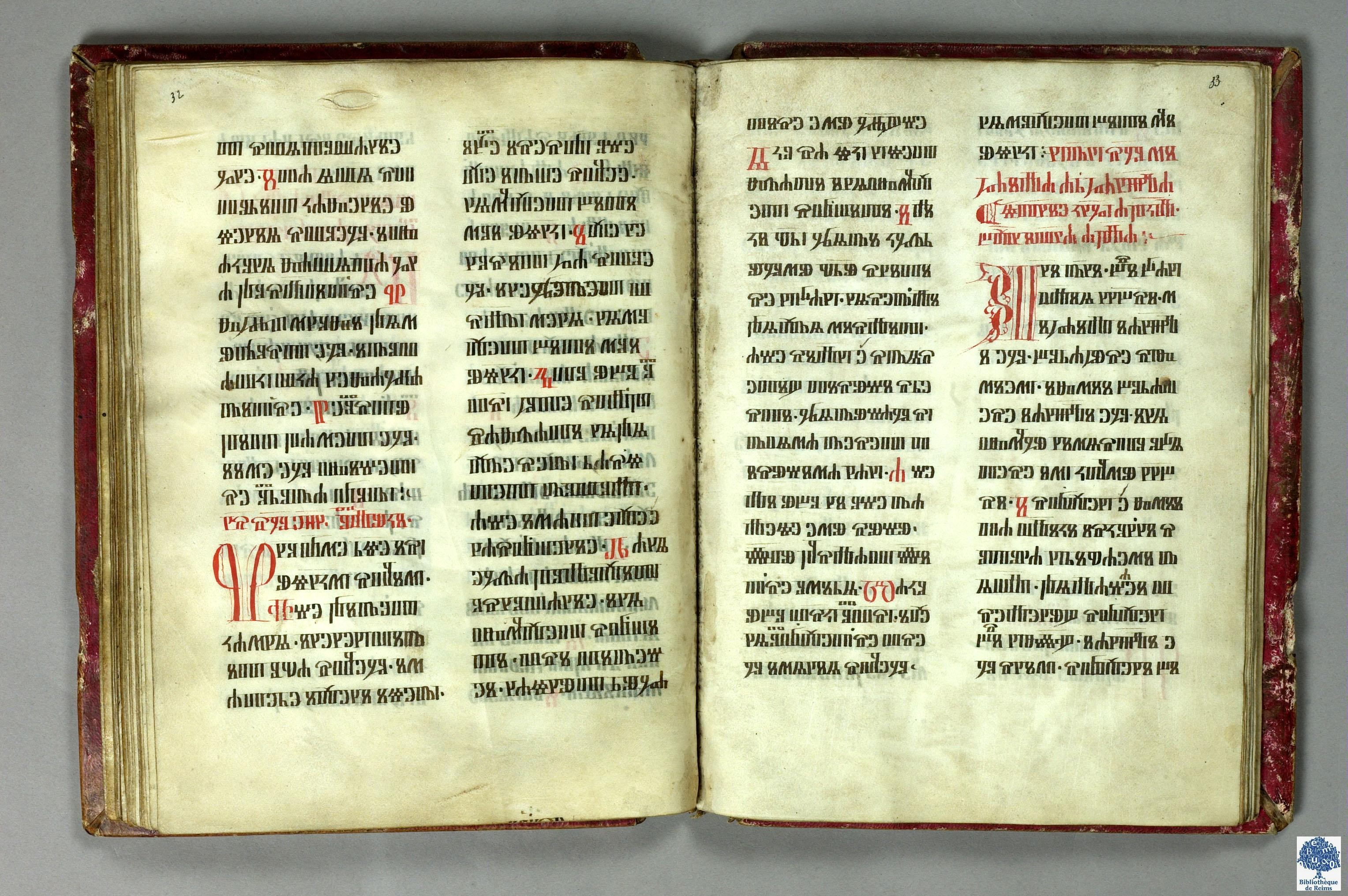
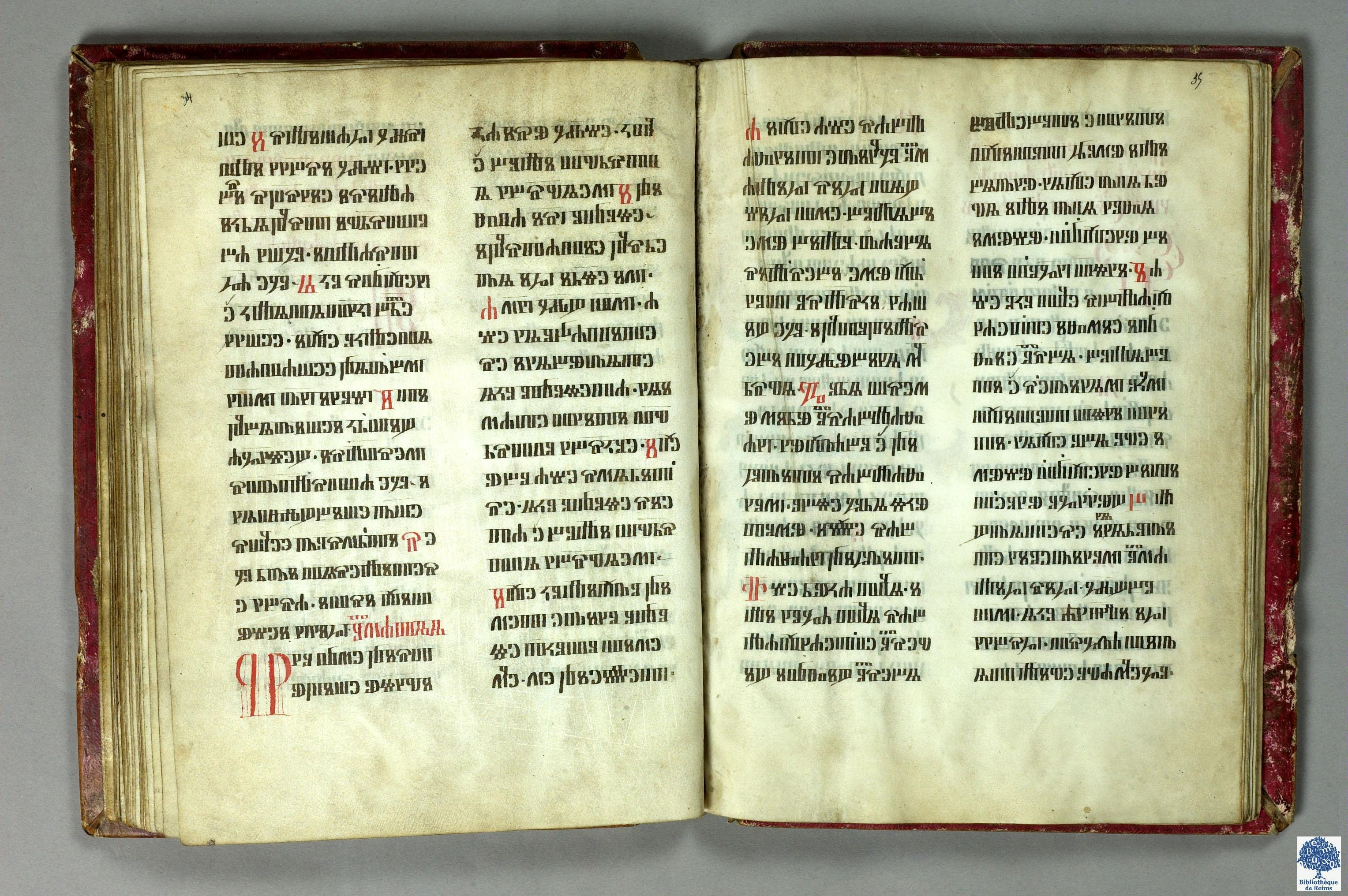

- Мф. 21:1—9,
1Кор. 11:20—27
- 1Кор. 11:27—32,
Ин. 13:1—13
- Ин. 13:13—15,
Кол. 3:1—4,
Мф. 28:1—7,
1Кор. 5:7, 8
- Мк. 16:1—7,
Откр. 21:2—5, Лк. 19:1—5
- Лк. 19:5—9,
Деян. 13:26—32,
Лк. 24:36—39
- Лк. 24:39—47,
Деян. 1:1—9
- Деян. 1:9—11,
Мк. 16:14—20,
Деян. 2:1—5
- Деян. 2:5—11,
Ин. 14:23—31
- Ин. 14:31,
Рим. 11:33—36,
Ин. 15:26 — 16:4,
 к коринфянам,
Ин. 6:55—58
- Ин. 6:58,
 Исаия. 49:1—3, част. из Исаия. 49:5—7,
Лк. 1:57—66
- Лк. 1:66—68,
 Деян. 12:1—11